# Жорж Спеше
Жорж Спеше (фр. Georges Speicher; 8. јун 1907 — 24. јануар 1978) бивши је француски професионални бициклиста у периоду од 1930. до 1939. године, а возио је и за време рата. Највећи успех му је било освајање Тур де Франса 1933, а исте године освојио је и Светско првенство у друмској вожњи, док је 1936. освојио Париз—Рубе.

## Каријера
Спеше је прву трку освојио 1931. године, Париз—Арас, а 1932. возио је свој први Тур де Франс, завршио га је на десетом месту. 1933. освојио је Тур, уз три етапне победе. Након Тура, Спеше је освојио и светско првенство. Он првобитно није био изабран у Француску поставу и упао је тек као замена, кад је један од возача отпао због повреде. Спеше је први возач који је освојио Тур де Франс и светско првенство исте године.
Године 1934., Спеше је завршио Тур на 11 месту, али је победио на четири етапе. Наредне године освојио је национално првенство и шесто место на Туру, уз једну етапну победу. Национално првенство освојио је још 1937. и 1939. док се на Туру две године заредом повлачио током седме етапе, а 1938. је дисквалификован.